# 미쿠라촌 (시즈오카현)
미쿠라촌(일본어: 三倉村)은 일본 시즈오카현 슈치군에 설치되었던 촌이다. 현재의 모리정에 해당한다.